# Janita Tabak
Janita Tabak (Deventer, 31 augustus 1970) is een Nederlandse politica. Vanaf juli 2022 is ze wethouder van de gemeente De Fryske Marren.
Tabak studeerde aan de Theaterschool en deed een Master kunstmanagement en -beleid aan de Universiteit Utrecht. Van 2000 tot 2011 was zij raadslid voor de PvdA in de gemeente Kampen, waar ze vanaf 2006 fractievoorzitter was. Van 2011 tot 2014 was ze wethouder in deze gemeente. Nadat de PvdA bij landelijke en lokale verkiezingen flink verloor verdween ze uit de Kamper politiek. In 2018 keerde ze terug als lijsttrekker en werd toen waarnemend voorzitter van de raad en voorzitter van het presidium.
In 2020 solliciteerde Tabak samen met 81 andere geïnteresseerden naar een wethoudersfunctie in het zakencollege van Hoogeveen. Tabak werd aangenomen, en op 8 oktober 2020 werd zij geïnstalleerd als wethouder met WMO, Wonen, Organisatieontwikkeling en Cultuur in de portefeuille.
Naast de politiek was Tabak actief als dagvoorzitter en organisatie-adviseur op het gebied van governance in met name de culturele sector. Ook was ze commissaris bij woningcoöperatie Beter Wonen IJsselmuiden.
- Nederlandse Thesaurus van Auteursnamen: 370376234
- Virtual International Authority File: 309880463
- WorldCat: E39PCjHkxJGmqbg8bWQbBQHBRq